# Jimmy Walker (Golfspieler)
Jimmy Walker (* 16. Januar 1979 in Oklahoma City, Oklahoma) ist ein US-amerikanischer PGA Profigolfer. Walker erregte in der Saison 2013/2014 besondere Aufmerksamkeit, als er nach 188 sieglosem Turnierteilnahmen bei den ersten acht Turnieren der Saison drei Siege erzielen konnte.

## Leben/Karriere
Nach dem Abschluss der Highschool besuchte er die Baylor University in Waco Texas, in deren Golfteam er Mitglied war. Im Alter von 22 Jahren entschloss er sich 2001 zu einer Karriere als Professioneller Golfspieler und konnte sich anschließend die volle Startberechtigung für die Nationwide Tour des Jahres 2003 sichern. Im Jahre 2004 gewann er die ersten zwei Turniere und beendete die Saison als Gewinner der Geldrangliste und mit der Auszeichnung „Player of the Year“ – dies bedeutete gleichzeitig die Qualifikation für die PGA Tour.
Aufgrund von Verletzungen und schlechten Ergebnissen in den ersten Jahren musste er die PGA-Tour als 202. der Geldrangliste nach Ende der Saison 2006 allerdings wieder verlassen und spielte ab 2007 wieder auf der Nationwide Tour. Diese Saison beendete er als 25. der Rangliste und mit einem Turniersieg, womit er sich wieder die PGA-Tourkarte sichern konnte.
In den folgenden Jahren erreichte er mit wenigen Ausnahmen nur wenige gute Ergebnisse, bis er sich im Jahre 2011 mit einigen Top-Ten-Platzierungen das erste Mal für die FedEx Cup Play-Offs qualifizieren konnte. In der anschließenden Saison 2012 konnte er seine Ergebnisse weiter verbessern und beendete diese Saison als 43. des FedExCups mit einer Gewinnsumme von über zwei Millionen Dollar.
In der im Herbst 2013 startenden Saison 2014 konnte er sich dann, nach neun Jahren und 188 Turnieren auf der PGA Tour, seinen ersten Turniersieg sichern. Diesen Erfolg konnte er in den folgenden sieben Turnieren der Saison noch zweimal wiederholen. Durch seine Turniersiege und einige Top-Ten-Platzierungen bei Major-Turnieren, konnte er sich nach Abschluss der PGA Championship als Vierter der Rangliste erstmals für das US-Team des Ryder Cup 2014 qualifizieren.
Den größten Erfolg seiner Karriere konnte er mit dem Sieg der PGA Championship 2016 erzielen.

## Turniersiege

### Major-Championship-Siege (1)
- 2016: PGA Championship

### PGA Tour (5)
- 2013: Frys.com Open
- 2014: Sony Open in Hawaii, AT&T Pebble Beach National Pro-Am
- 2015: Sony Open in Hawaii, Valero Texas Open

### Nationwide Tour (3)
- 2004: BellSouth Panama Championship
- 2004: Chitimacha Louisiana Open
- 2007: National Mining Association Pete Dye Classic

## Ergebnisse bei Major-Championships
| Tournament            | 2001 | 2002 | 2003 | 2004 | 2005 | 2006 | 2007 | 2008 | 2009 | 2010 | 2011 | 2012 | 2013 | 2014 | 2015 | 2016 | 2017 | 2018 |
| --------------------- | ---- | ---- | ---- | ---- | ---- | ---- | ---- | ---- | ---- | ---- | ---- | ---- | ---- | ---- | ---- | ---- | ---- | ---- |
| The Masters           | DNP  | DNP  | DNP  | DNP  | DNP  | DNP  | DNP  | DNP  | DNP  | DNP  | DNP  | DNP  | DNP  | T8   | T38  | T29  | T18  | T20  |
| U.S. Open             | T52  | CUT  | DNP  | DNP  | DNP  | DNP  | DNP  | DNP  | DNP  | DNP  | DNP  | DNP  | DNP  | CUT  | T9   | T58  | CUT  | T56  |
| The Open Championship | DNP  | DNP  | DNP  | DNP  | DNP  | DNP  | DNP  | DNP  | DNP  | DNP  | DNP  | DNP  | CUT  | T26  | T30  | CUT  | T54  | CUT  |
| PGA Championship      | DNP  | DNP  | DNP  | DNP  | DNP  | DNP  | DNP  | DNP  | DNP  | CUT  | DNP  | T21  | CUT  | T7   | CUT  | 1    | CUT  | T42  |

| Turnier               | 2019 | 2020 | 2021 | 2022 | 2023 | 2024 | 2025 |
| --------------------- | ---- | ---- | ---- | ---- | ---- | ---- | ---- |
| The Masters           | T36  | 60   | CUT  | DNP  | DNP  | DNP  | DNP  |
| PGA Championship      | T23  | CUT  | T64  | DNP  | CUT  | CUT  | CUT  |
| US Open               | CUT  | CUT  | T70  | DNP  | DNP  | DNP  |      |
| The Open Championship | CUT  | KT   | CUT  | DNP  | DNP  | DNP  |      |

LA= Bester Amateur

DNP = nicht teilgenommen

CUT = Cut nicht geschafft

„T“ geteilte Platzierung

KT = Kein Turnier (Ausfall wegen Covid-19)

Grüner Hintergrund für Sieg

Gelber Hintergrund für Top 10.

## Teilnahmen an Mannschaftsbewerben
- Ryder Cup: 2014, 2016 (Sieger)
- Presidents Cup: 2015 (Sieger)
- World Cup: 2016